# 正福寺天主堂
39°56′55″N 116°16′49″E / 39.948523°N 116.280371°E

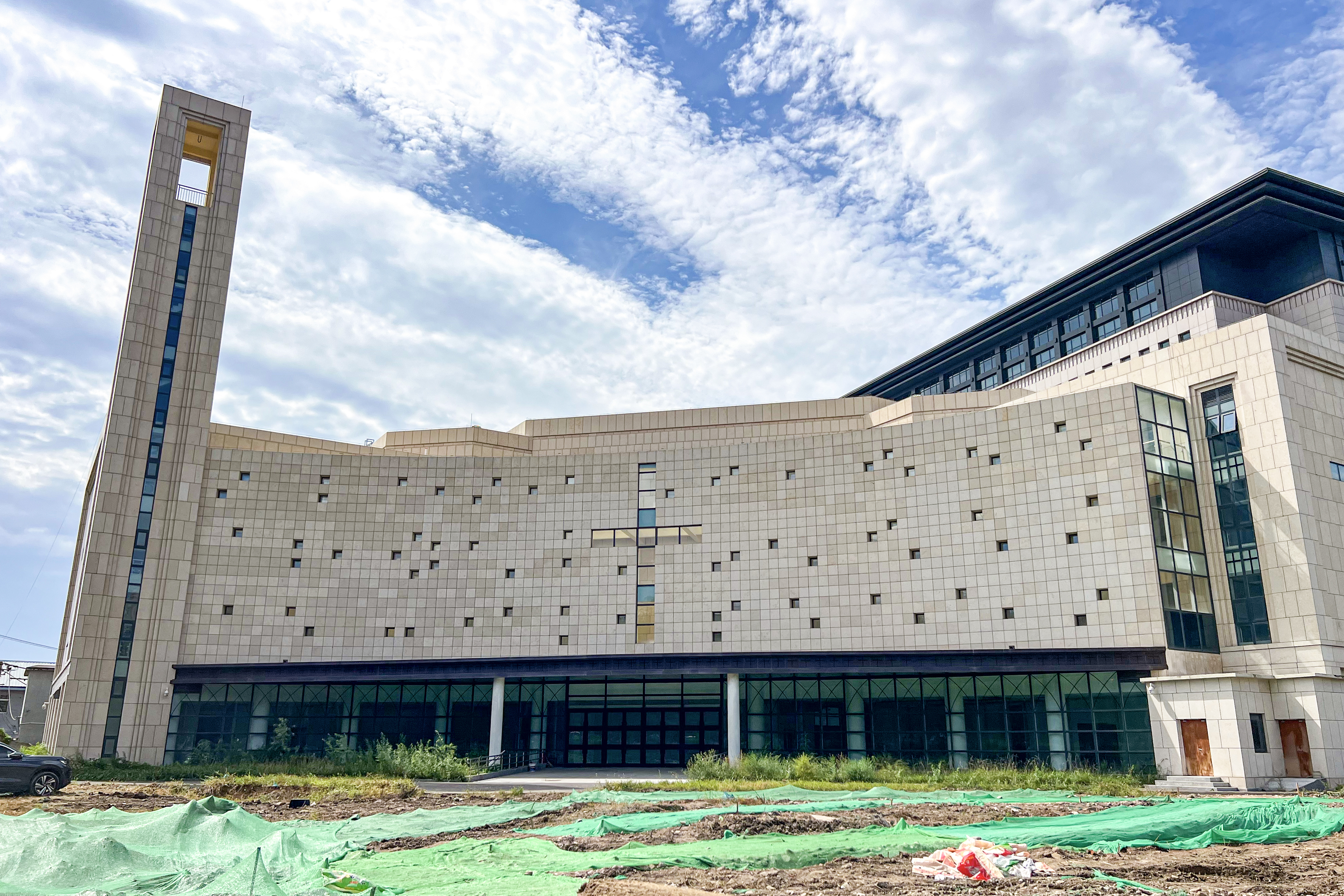
正福寺天主堂新址，截至2024年9月仍未启用

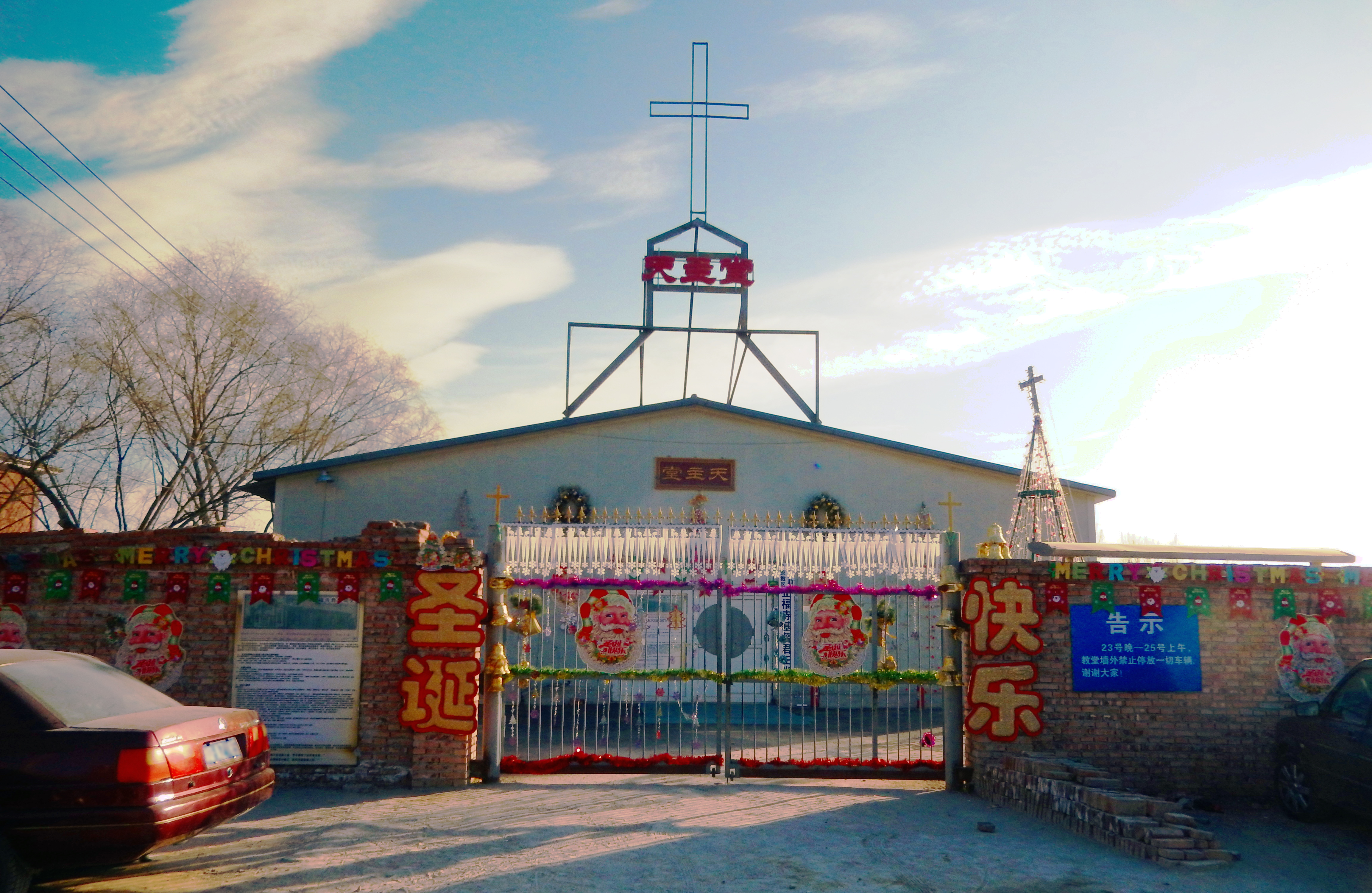
天主教北京教區正福寺基督君王堂

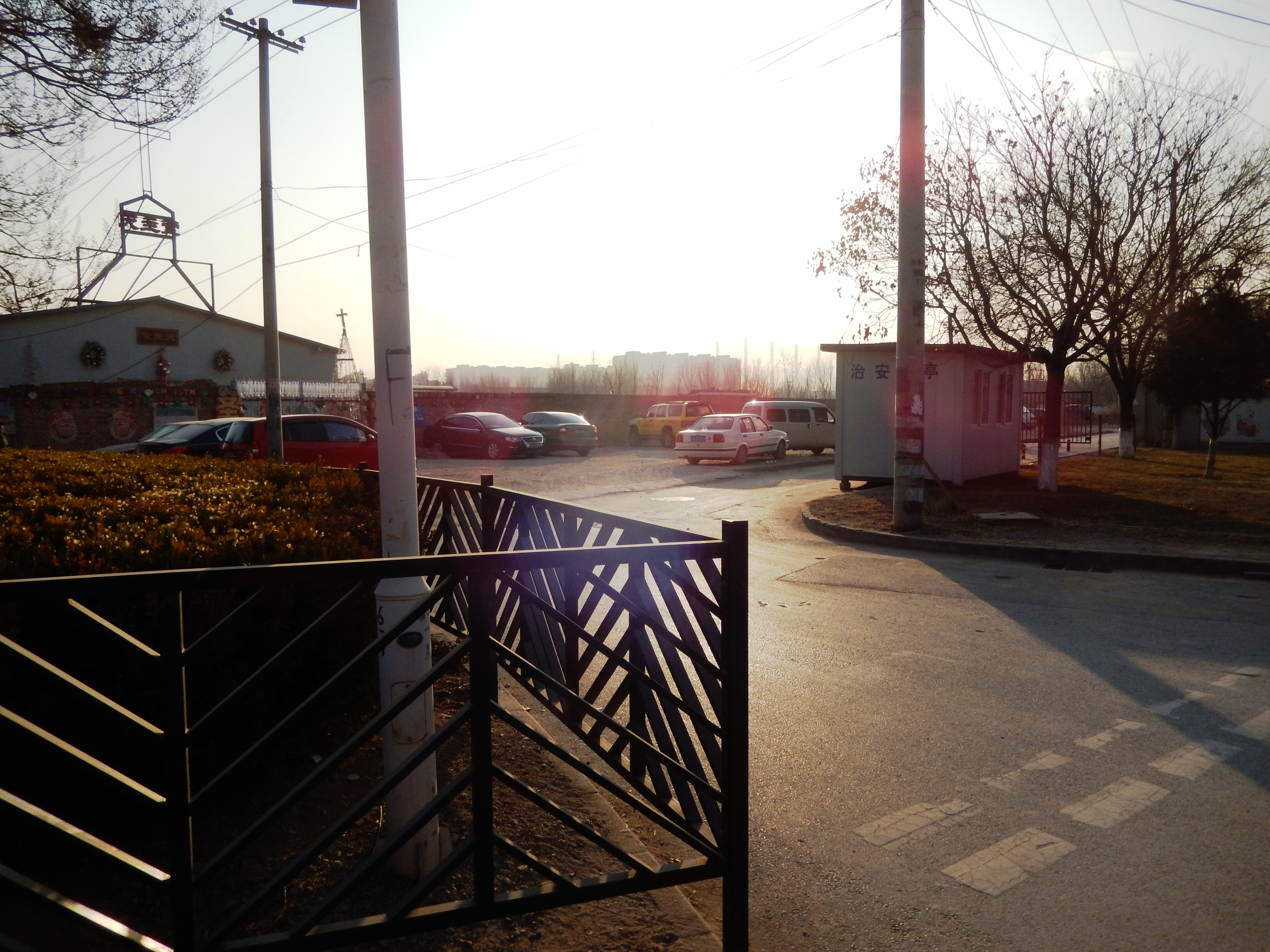
教堂門外（攝於2016年1月）

正福寺天主堂，全名天主教北京教区正福寺基督君王堂，位於北京市海淀區西四环四季青桥东北角，隶属天主教北京教区。

## 简介
正福寺天主堂在西四环四季青桥东北角方向，南临曙光防灾教育公园高尔夫球场。其北面为板井路，南面的曙光防灾教育公园以南为紫竹院路，西面为西四环北路。正福寺天主堂处在西四环北路、紫竹院路、板井路围成的三角形地块中央。
1685年，6位法国耶稣会士来中国传教，于1688年抵达北京。其中张诚、白晋被康熙帝选为西学老师留在宫中，其余几人到外地传教。张诚逝世后，和其他国家来华的传教士一样被葬在滕公栅栏墓地。直到雍正初年，即1724年至1730年间，法国耶稣会在京西正福寺村旁获得一块土地，建造墓地，同时也供教士避暑静修。墓地建成后，张诚的遗骨也从滕公栅栏迁葬此处。据说，先后共25位法国耶稣会士葬在正福寺墓地，其中包括圆明园大水法的设计者蒋友仁。
此地原为明朝初年徐达后人兴建的家庙。清朝雍正十年（1732年），这里被赐给法国天主教传教士作为墓地，是专门安葬法国传教士的公墓，乾隆四十二年（1777年）该墓地建成，嘉庆八年（1803年）、同治二年（1863年）重修。该墓地史称“北堂墓地”或“法国人墓地”，墓地建有教堂、教会小学等等。
1835年，自澳门来到北京的孟振生神父在书信中详述了当时正福寺墓地的情形：整个墓地平面为长方形，前半部分为住所，后半部分为墓园。穿过走廊是个四合院。四合院中心有个日晷，北面为餐厅，西面为住房，东面为图书馆。教堂是独立的建筑，位于四合院后面。房屋四周种满果树，一条爬满葡萄藤的长廊通向后面的墓地。
1958年，墓地的教堂成为当地生产队的集体食堂和仓库。文化大革命期间，教堂被占用，原墓地的东西院墙及刻有“天主堂”三个字的界石被保留下来。1978年，教堂被拆除。1990年代，原来安葬在该墓地的张诚、白晋等外国传教士的36块墓碑被迁至真觉寺的北京石刻艺术博物馆保存。
2002年，该墓地仅存的原先供神父居住的五间北房被归还给天主教北京教区。过去被当作神父宿舍的这五间百年老平房中，教會將其中一間改為活動室，其他四間內牆打通作為祈禱所（临时教堂），恢复为宗教活动场所。该堂区约有200余名教友，主要是老教友，周末时由住在北京天主教神哲学院的正福寺本堂李建民神父和教友来教堂共同参与弥撒圣祭。2005年后，正福寺墓地南面的老墙及东、西两段残墙被全部拆除。至此原来墓地的所有地上建筑及标志已全部毁灭。由于教友增加，临时教堂的老房子不敷使用。2010年4月21日，在本堂李建民神父的组织下，教友们开始对临时教堂进行翻修，同年5月中旬竣工。该教堂门口挂有“天主教北京教区正福寺基督君王堂”牌子。
该墓地原面積35畝地，仅归还给教会这五间北房，其他土地则一直沒有歸還。政府曾將这塊土地賣給國家檔案局，但被教友阻止，最終國家檔案館放棄在該處建館。2006年，北京市人民政府簽發了一份在正福寺教堂附近歸還4,000平方米土地給教會的文件，但此後一直未落實。2009年，教会又追回8畝教會用地。但在收回的兩塊地之間的房屋，即在文革期間被拆毀的教堂遺址上所蓋的平房，卻一直沒有歸還给教会。
2013年，曙光公司要將該教堂遺址上的平房拆掉，擴建为一座兩層樓房，引發教友不滿，要求歸還教產。该堂區教友自2013年11月基督君王瞻禮開始抗爭。十多位教友堅持每天到工地抗議，還有三至五位教友每天廿四小時堅守，持續了半年。一位教會消息人士說，20143月因召開全國人大及全國政協會議（兩會），当地政府才叫開發商停工，並「表示在兩會後會安排雙方談判，但後來卻沒有這樣做，而開發商又繼續蓋建」。
一位不願透露姓名的神職人員說，2014年春節過後，曙光公司截斷教堂的供水、供電和通道，甚至聘請民工跟蹤女教友回家。教友曾報警求助，「但警察都不管」。2014年7月15日晚間，施工大隊的民工圍攻教會，毆打教堂值班人員。教會在2014年7月29日發出求救信，呼籲教友前往聲援。2014年8月初，教友給中共中央總書記、國家主席習近平和中央人民政府寫信，「把事情鬧大，後來北京天主教愛國會兩位秘書來了解事件」，開發商也就停工，但跟蹤行為並沒有停止。
经过协调，2016年12月6日，北京市发展和改革委员会向北京市民族事务委员会（北京市宗教局）发出《关于批准天主教正福寺教堂复建工程项目建议书（代可行性研究报告）的函》（京发改（审）〔2016〕615号），同意北京市民族事务委员会（北京市宗教局）组织实施的天主教正福寺教堂复建工程项目。项目名称为“天主教正福寺教堂复建工程”，建设单位为北京市天主教爱国会，建设地点为海淀区四季青乡曙光村板井路西南侧。新建总建筑面积6812平方米，其中地上5000平方米，地下1812平方米。建设内容包括新建礼拜堂、神父修女生活用房、堂区办公用房、教堂附属功能用房、自养用房、钟楼、人防、库房及设备房。
2019年10月16日，天主教北京教区正福寺教堂复建项目奠基，复建后的教堂截至2024年6月已基本完工。

## 主任司铎
1. 李建民神父（2002年—2011年）
2. 郭四庭神父（2011年2月—2016年）
3. 李建民神父（2016年3月—）[8]